# Joseph Zenger
Joseph Zenger (* 16. Dezember 1757 in Straubing; † 22. Dezember 1827 in Passau) war ein katholischer Geistlicher und ab 1821 Domkapitular in Passau.
Zenger studierte an der Universität Ingolstadt Theologie und empfing am 19. September 1781 seine Priesterweihe. Ab 1792 war er als Lehrer am Lyzeum in Regensburg tätig. 1797 wechselte er auf die Pfarrstelle in Kirchroth und übernahm 1815 die Pfarrei in Reißing bei Pilsting. Am 1. Dezember 1821 wurde er zum Domkapitular am Dom St. Stephan  zu Passau ernannt.
Zenger gehörte als Repräsentant des Unterdonaukreises von 1819 bis 1822 der Bayerischen Kammer der Abgeordneten an. Er galt als katholisch-konservativ und verweigerte auf Weisung des Papstes Pius VII. die Leistung des Verfassungseids.